# ارنشت لیندر
ارنشت لیندر (به سوئدی: Ernst Linder) (زادهٔ ۲۵ آوریل ۱۸۶۸ - درگذشتهٔ ۱۴ سپتامبر ۱۹۴۳ میلادی) یک ارتشبد فنلادی‌تبار اهل کشور سوئد بود که پس از شرکت در جنگ داخلی فنلاند از سال ۱۸۸۷ تا ۱۹۱۸ در ارتش سوئد خدمت می‌کرد. وی از دوستان کارل گوستاف امیل مانرهایم بود. پس از جنگ او به عنوان بازرس سواره نظام تا زمان بازنشتستگیش در سال ۱۹۲۰ خدمت کرد. او در تاریخ ۱۳ آوریل ۱۹۱۸ به درجهٔ سرلشکری ارتقای مقام پیدا کرد.
در جنگ زمستان ارنشت لیندر ۷۱ ساله سپاه داوطلب سوئد را در این جنگ از تاریخ ۶ ژانویه تا ۲۷ فوریهٔ ۱۹۴۰ فرماندهی می‌کرد. پس از آن او به عنوان فرمانده در منطقهٔ سالا گماشته شد.
علاوه بر پیشهٔ نظامی وی به عنوان یک سوارکار موفق در بازی‌های المپیک تابستانی ۱۹۲۴ با اسبی به نام پیکولومینو شرکت داشت که توانست مدال طلای انفرادی درساژ را بدست بیاورد.
جسد او در گورستانی در استکهلم دفن شده‌است.